# لئوناردو کاندلونه
لئوناردو کاندلونه (انگلیسی: Leonardo Candellone؛ زادهٔ ۱۵ سپتامبر ۱۹۹۷) بازیکن فوتبال است.
از باشگاه‌هایی که در آن بازی کرده‌است می‌توان به باشگاه فوتبال تورینو اشاره کرد.